# Nikolaus Dumba
Nikolaus Dumba, řecky Νικόλαος Δούμπας (24. července 1830 Vídeň – 23. března 1900 Budapešť), byl rakouský průmyslník a politik z Dolních Rakous, v 2. polovině 19. století poslanec Říšské rady.

## Biografie
Pocházel z rodiny řeckého původu. Jeho otec Sterio Dumba původně žil v severním Řecku. Nikolaus vystudoval akademické gymnázium ve Vídni. Věnoval se pak kupecké profesi. Podnikl studijní cesty do Orientu.
V roce 1863 se oženil s Marií Mannó (1845–1936), které měla rovněž řecké kořeny. Jejich jediná dcera Irena (1864–1920), zůstala svobodná a po celý život trpěla křehkým zdravím. Zemřela ve švýcarském lázeňském městě Leysin.
Byl aktivní i veřejně a politicky. V roce 1870 byl zvolen na Dolnorakouský zemský sněm, kde zasedal až do roku 1896. Zemský sněm ho roku 1870 delegoval i do Říšské rady (celostátní parlament, volený nepřímo zemskými sněmy) za kurii venkovských obcí v Dolních Rakousích. Opětovně ho zemský sněm do Říšské rady vyslal i roku 1871. Do vídeňského parlamentu pronikl i v prvních přímých volbách do Říšské rady roku 1873, za kurii venkovských obcí, obvod Neustadt, Baden, Neunkirchen atd. Mandát obhájil i ve volbách do Říšské rady roku 1879.
Stranicky se profiloval jako německý staroliberál (takzvaná Ústavní strana, liberálně a centralisticky orientovaná, odmítající federalistické aspirace neněmeckých etnik). Na Říšské radě se v říjnu 1879 uvádí jako člen staroněmeckého Klubu liberálů (Club der Liberalen). V Říšské radě byl členem rakousko-uherských delegací, zasadil se o reformu živnostenského školství. V zemském sněmu fungoval jako prostředník při urovnávání sporů mezi liberály a křesťanskými sociály. Udržoval dobré vztahy s císařským dvorem. Později až do své smrti byl členem Panské sněmovny (horní komora Říšské rady).
Ve Vídni měl palác, který byl vyzdoben díly předních soudobých umělců. Byl čestným členem vídeňské akademie umění a působil v mnohých uměleckých spolcích. Město Vídeň mu udělilo čestné občanství.
Zemřel náhle v březnu 1900 v Pešti, kde několik dní pobýval na návštěvě, když byl raněn mrtvicí a ihned byl mrtev.